# Samuel Goldwyn Theater
Das Samuel Goldwyn Theater ist ein Lichtspielhaus am Wilshire Boulevard in Beverly Hills, Kalifornien/USA. Es ist in das siebenstöckige Hauptgebäude der Academy of Motion Picture Arts and Sciences (AMPAS) integriert. Genutzt wird es ganzjährig für verschiedene Veranstaltungen der AMPAS, öffentliche Vorführungen und Filmpremieren, auch von Externen ist es anmietbar. Am bekanntesten ist jedoch die traditionell hier stattfindende jährliche Fernseh-Liveübertragung der Oscar-Nominierungen im Januar (die Oscar-Verleihung wird im Dolby Theatre – bis Februar 2012 Kodak Theatre genannt – durchgeführt). Das Kino ist benannt nach dem Filmproduzenten Samuel Goldwyn.

## Entwurf und Ausführung
Das Gebäude und integrierte Kino wurde 1975 von der Buckeye Construction Company, Inc. aus Los Angeles erbaut. Architekt war der selbst in Beverly Hills ansässige Maxwell Starkman (1921–2004); er entwarf später unter anderem das Museum of Tolerance in Los Angeles. Die Akustikplanung stammt von Paul S. Veneklasen (Veneklasen Associates). Als Berater für die Technikausstattung fungierte der frühere technische Leiter der Tonabteilung der Samuel Goldwyn Studios, Gordon Sawyer, Mitglied des Ausschusses für Wissenschaft und Technik der AMPAS. Berater für die innenarchitektonische Gestaltung des Filmtheaters waren der Production Designer Robert „Bob“ Boyle und dessen Mitarbeiter, der Set Designer Walter Scott (an sich hat die Inneneinrichtung des AMPAS-Hauptgebäudes  Dale Mickelson and Associates aus Los Angeles entworfen).

## Ausstattung
Der Zuschauerraum des Samuel Goldwyn Theaters misst 28,5 Meter (93,5 Fuß) in der Breite und 37,8 Meter (124 Fuß) in der Tiefe. Er bietet 1012 Sitzplätze, deren Anordnung im Raum so berechnet wurde, dass eine optimale Akustik und Sicht gewährleistet ist. Die Bestuhlung ist ebenso wie der Bodenbelag und der Projektionswandvorhang in einem weinroten Farbton gehalten. 
Über dem Zuschauerraum wurde auf Vorschlag des Akustikers keine Raumdecke eingezogen. Stattdessen ist der somit im Prinzip bis zur Dachkonstruktion des Gebäudes reichende Raum nach oben durch  waagrecht unterhalb des Daches aufgehängte, schwarze Tuchbahnen abgegrenzt. Zwischen diesen Tuchbahnen und der (innen ebenfalls schwarz gestrichenen) Dachkonstruktion sind schallschluckende Elemente befestigt. Weitere Schalldämm-Elemente sind an den Wänden angebracht. Durch diese Maßnahmen ergibt sich eine sehr hohe Klangtreue der Vorführungen. 
Die Bühne vor der Projektionswand ist knapp 20 Meter (65 Fuß) breit und knapp 5 Meter (16 Fuß) tief. Es können auch Orchester platziert werden, zum Beispiel zur Liveuntermalung von Stummfilmen. Die Bühne wird links und rechts von je einer monumentalen, goldfarbenen Oscar-Statue auf schwarzen Sockeln flankiert. 
Die Projektionswand ist zur Mitte hin nach hinten gekrümmt, um bestimmte dreidimensionale Filmvorführtechniken zu ermöglichen. Sie hat eine maximale Breite von etwa 16,5 Metern (54 Fuß) und eine Höhe von 6,70 Metern (22 Fuß). Es können sämtliche Formate der Oscar-prämierten Filme, von den 1920er Jahren an, vorgeführt werden.
Die Projektions- und Tonwiedergabetechnik ist von Anfang an immer auf aktuellem Stand gehalten worden (heute Digital 3D). Daher bezeichnet die AMPAS das Kino als „world-class theater“.

## Filmpremieren
Im Samuel Goldwyn Theater fanden unter anderem die Uraufführungen folgender Filme statt: Raju Chacha (2000), Gladiator (2000), A Beautiful Mind (2001), Black Hawk Down (2001), A.I. – Artificial Intelligence (2001), Moulin Rouge (2001), Narc (2002), Wimbledon (2004), Eternal Sunshine of the Spotless Mind (2004), 127 Hours (2010), The Descendants (USA-Premiere, 2011).